# Vụ sập Khách sạn Xinjia Express
Khách sạn Xinjia Express (tiếng Trung: 欣佳酒店; Hán-Việt: Hân giai Tửu điếm; bính âm: Xīnjiā Jiǔdiàn), một khách sạn được sử dụng làm nơi cách ly bệnh nhân COVID-19 tại quận Lý Thành, thành phố Tuyền Châu, tỉnh Phúc Kiến, Trung Quốc, bị sập vào ngày 7 tháng 3, 2020.

## Bối cảnh
Khách sạn Xinjia 6,5 tầng bắt đầu hoạt động vào tháng 6 năm 2018 và có 80 phòng ở các tầng từ 4 tới 7. Trong dịch COVID-19, khách sạn này được dùng để cách ly người nghi nhiễm bệnh.

## Vụ sập
Vào lúc 19:15 ngày 7 tháng 3, 2020, Khách sạn Xinjia đột ngột bị sập. Một nhân chứng cho biết anh đã nghe thấy một tiếng nổ lớn từ tấm kính cường lực bên ngoài khách sạn. Anh này sau đó chứng kiến toàn bộ tòa nhà đổ sập trong vài giây. Một nhân viên khách sạn cho biết phần móng của tòa nhà đã từng được sửa chữa.

## Cứu nạn
Khoảng 70 người bị kẹt trong đống đổ nát. Sau vụ sập tòa nhà, Sở cứu hỏa Phúc Kiến điều 26 xe cứu hỏa và 147 lính cứu hỏa tới giải cứu các nạn nhân. Tới 21:50 cùng ngày đã có 32 nạn nhân được đưa ra ngoài. Vào lúc 22:14, Sở cứu hỏa Phủ Điền cũng có mặt tại hiện trường. Ít nhất 47 nạn nhân đã được cứu sống cho tới ngày 8 tháng 3, 2020. Vào ngày 12 tháng 3, 2020, toàn bộ 71 nạn nhân, bao gồm cả 29 thi thể, đã được đưa ra ngoài.

## Điều tra
Cảnh sát tiến hành điều tra liên quan tới một người đàn ông họ Dương, chủ sở hữu khách sạn.
Ngày 10 tháng 3, 2020, Thượng Dũng, Phó Bộ trưởng Bộ Quản lý Khẩn cấp Trung Quốc, cho biết vụ việc liên quan tới trách nhiệm trong an toàn sản xuất và sẽ được điều tra kỹ lưỡng, những người có liên quan sẽ phải chịu trách nhiệm pháp lý.
Ngày 12 tháng 3, 2020, Quốc vụ viện Trung Quốc thông báo thành lập một nhóm điều tra vụ sập khách sạn, chỉ định ông Phó Kiến Hoa làm trưởng nhóm.